# 非法移民
非法移民，又稱偷渡客、黑民、無證移民，指非本國公民而通过非法或逾期居留的方式跨越邊境的「移民」。在美國、澳洲、加拿大等移民國家，“無證移民”泛指一個人在不具備所在居留國法律允許的前提下居住，生活以及工作，在當地接受教育，既包括那些以非法渠道进入发达国家的偷渡客，也包括那些以合法渠道进入发达国家，超過可停留時間后沒有返回原本居住国家的人。
非法移民衍生許多社會问题，如經濟、社會福利、教育、犯罪、公共福利、健康保險、人權等。
如果某个“移民”通过各種渠道（比如与当地公民结婚或者获得所在国的大赦）获得所在国的合法居留权，则被称为“洗白”。

## 概述
偷渡者一般会选择比较富裕的地区作为目的地，但也有选择偷渡去战乱国家谋生的。偷渡者為達到目的地通常要冒極大的危險，例如途中缺乏生存必需品、可能受到邊境士兵的射殺等。
一般來說，在一些已開發國家和地區，一些非法移民不僅僅是來自發展中國家，亦包含已開發國家的成員等，例如澳大利亚除了大部份的中国偷渡客外，亦有来自美国、马来西亚和英国的非法移民。 在已開發國家如英國的非法移民，他們通常在學生簽證到期后開始留在當地工作，并沒有申請任何形式的其他合法簽證。 
他们一般從事低下工作，收入比本地人低，但这低收入也远比他们本国收入要高很多。男性多数从事苦力工作，有手艺技能的人以自己的手工艺品（非法，视居住地情况）摆卖来谋生，部分人无法谋生而选择偷盗或抢劫，也有以同乡组成的黑社会团体。女性則多是从事性工作。
现在有的国家能给予非法移民一个合法的身分，比如西班牙工商非法移民检举雇主可获身份。某些君主制国家在君主登基，或共和國的國家慶典时，也有可能大赦，使得非法移民获得合法身份。

## 分类
非法移民大致上可分为：
- 非法入境者，即是沒有經過合法途徑進入當地者（偷渡），組織偷渡者又稱「人蛇」。
- 逾期居留者，即是通过合法途径而来，但非法滞留者。例如以旅客身分入境，之後非法逾期不出境，俗稱「跳船」或「跳機」。

第一类非法移民大多付出相当一笔金额才来的，他们的目的通常是为了賺錢，也有因为无法回家而选择留下的。第二类非法移民多是因为所在地更好的生活所吸引而滞留下来。

## 社会影响
一些本國人認為非法移民常是對國家文化思想的威脅，因為他們提高犯罪率、佔用公共設施、大幅增加政府支出卻沒繳稅或是只有少部分人繳稅、以及成为廉价劳动力冲击本地人就业等。對於本國人來說，相對於自己繳的稅，隨著非法移民人數增加，自己能得到的社會福利被稀釋而遞減，若非法移民以男性為主、對治安——尤其是婦女安全的不良影響會特別嚴重。
对于發展中的国家或地區，非法移民對經濟可能有重大贡献。由于他们多数从事最下层的工作，减少了本国人的伤亡率，以及快速的工作效率，使某些国家能迅速发展。但是非法移民因为没有合法身分，大多社會福利跟他们也不能享用。由於害怕被遣返或判刑，即使發生事故，一般也不願报警。某些雇主利用非法移民的这种心理，刻意剥削他们。非法移民因为没有身分，所以政府难以追踪管理。故当地政府通常的解決方法是入籍或遣返。

## 非法移民的原因

### 经济及就业市场
近年來，發展中國家採取措施實現貿易自由化，從而實現全球化的好處。但是，國內市場的快速開放可能導致大量農業或非技術工人流離失所，他們更有可能通過非法移民尋求就業和更高質量的生活。

### 贫穷
發展中國家最貧窮的階層或缺乏企圖非法越境所需的資源。由於本國貧窮持續，而其他國家擁有更好的就業機會等，經濟因素因而促使非法移民非法越境以維持生計。
自然災害和人口增長也會加劇因貧困驅使的移民流動。

### 求取庇护
难民未经授权进入另一个国家可能是因为需要逃离原籍国的内战或镇压。联合国《世界人权宣言》保障了难民的庇护权利，以此寻求庇护者一般异于无证移民。然而在实践中许多寻求庇护者被要求太长的时间等待，被关押在与外界隔离且不安全的拘留设施中，并且很可能被拒绝。这导致一些作者提出观点：近年来庇护的目的在全球的北方国家已经受到侵蚀。
如果被迫流离失所的难民在逃往的国家申请庇护并获得难民身份，则他们有权永久留下。如果寻求庇护者没有获得某种法律保护地位，那么他们可能必须离开该国或作为非法移民留下。
根据1951年《难民公约》，难民应该免受移民法的限制，并应预期得到所进入国家的保护。然而决定某一移民是否为难民并因此是否受到移民控制的约束是由相关国家决定的。此外，未签署1951年《难民公约》或不遵循其指导方针的国家很可能将难民和寻求庇护者视为非法移民。

### 人口过多
部分国家及其地区人口密度过大，政府资产平分到蓝领白领阶级的收入远远低于发达国家最高工资水平。

### 家庭團聚
部分非法移民尋求與已居住於他國的親人一起生活，例如其配偶或其他家庭成員。
合法居民或入籍公民可申請家庭團聚簽證，將其家庭成員合法帶入目的地國，但這些簽證可能有數量限制，並受年度配額限制。這或會導致家庭成員為了團聚而非法入境。學者Douglas Massey通過研究墨西哥的移民模式，發現如果一名或多名家庭成員已經合法或非法居住在美國，那麼他們非法移民到美國的可能性會大大增加。

### 战争与饥荒
典型例子是俄羅斯入侵烏克蘭，令到數以百萬計的難民逃往波蘭。

## 方法

### 非法過境
一些偷渡客會通過非法偷越國境的方式進出邊界，此類方法於美墨邊界較為常見，自墨西哥大量湧入美國的非法移民亦為美墨邊界圍欄被修築起來的原因。這方法歷史上的例子有大逃港以及在柏林墻修建之前大批居住於東柏林的東德民眾嘗試由東柏林偷渡至西柏林之現象。也有一些人通过闯入英法海底隧道以偷渡至英国。
此外，也有一些偷渡客會選擇藏身於飛機起落架中，儘管這種方法危險性很大，極有可能因高空缺氧或在飛機準備降落時因起落架放下而喪命，但偶爾仍有極少數成功案例。

### 逾期簽證
許多無證移民是最初合法到達一國，最終卻逾期居留（逾期簽證）。例如，加拿大曾估計有200,000名非法移民中的大多數是難民申請者，他們的難民申請被拒絕但尚未被驅逐出境。

### 假結婚
部分人透過假婚姻，即一對並非真正關係的夫婦純粹為了移民優勢而締結婚姻。假結婚的常見原因是為獲得移民（即移民欺詐）、配偶一方或雙方的居住權、工作權或公民權，或其他利益。

### 滥用庇护申请
一些人会声称自己是持不同政见者、分离主义者或新兴宗教信徒并遭受迫害，并以此为由申请政治庇护。美国政府已于2018年限制了此类行为。

## 世界各地狀況

### 美國

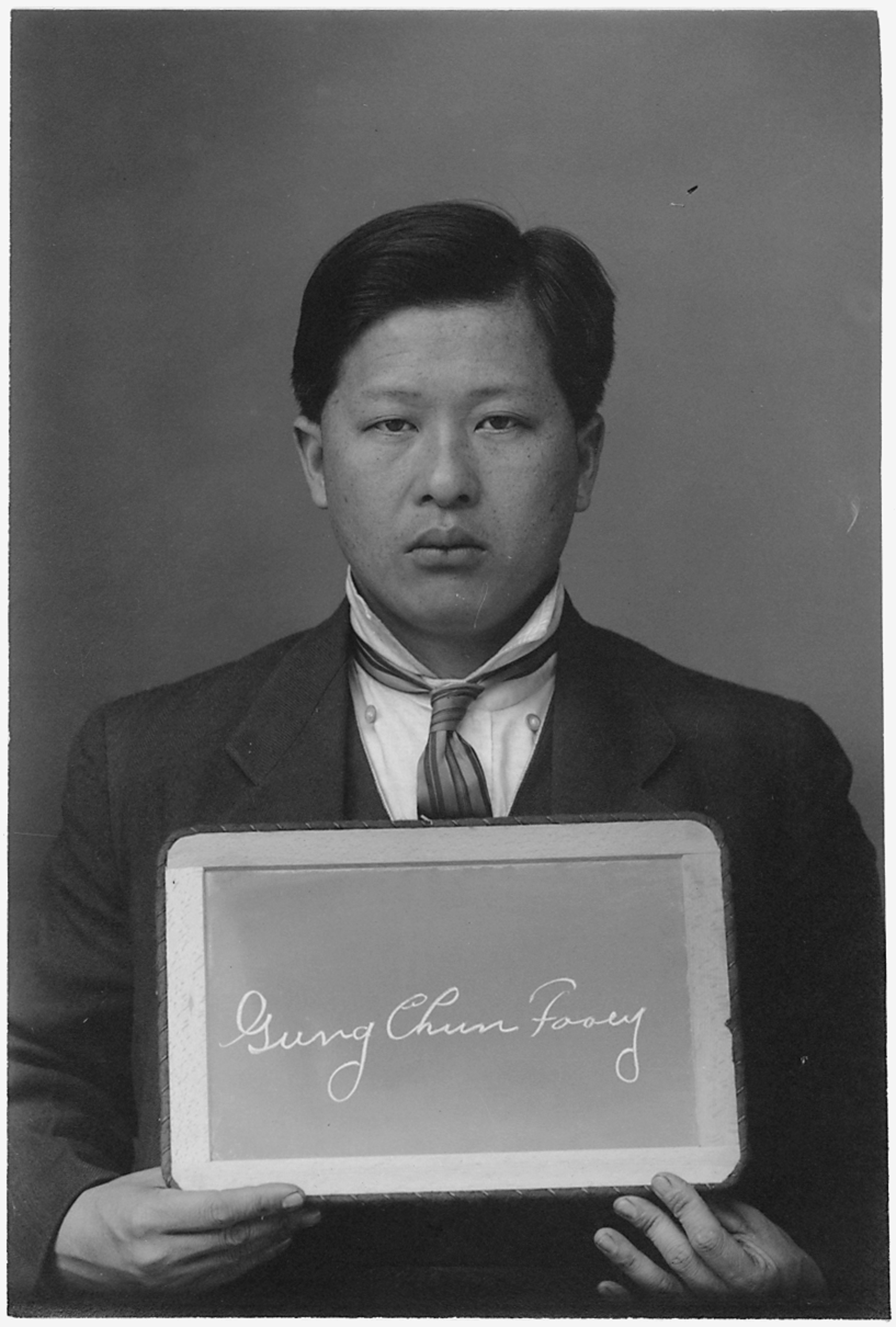
一名从墨西哥边境非法入境美国的中国人。1912年左右拍摄。

美国是偷渡的热门地点，境內的非法移民現時大約有1100萬人。自1980年代後期，大量來自墨西哥的移民湧入美國，包括合法移民及非法移民，超過一半的非法移民來自墨西哥。當中加利福尼亞州有逾250萬非法移民。非法移民的問題，在1990年代後成為美國社會的主要議題。 因美國社会自由度高、经济发达，各州之間不設任何邊境，所以历来非法移民（因為政治目的及難民除外）到达后，由于對美國中下階層的勞工权益及人身安全造成不良影響，也會讓同族裔的合法移民受到不公平对待，而非法移民無法享有與合法移民相應的社會福利。
美國政府責任辦公室（United States Government Accountability Office）2011年3月公佈消息，因謀殺罪而在美國監獄服刑的非法移民和外籍人，達到2.5萬。移民研究中心2015年9月數據，62%以非法移民為主的家庭，在美國享受到某種形式的現金或非現金福利計劃，如食品券或住房補貼等項目。移民研究中心2015年9月消息，《華盛頓審查員》2015年7月1日報導，近100萬非法移民，其中包括20萬有犯罪前科者，被判驅逐出境後，仍在美國居留。
现时偷渡进入美国主要是通过：
- 陆地：美墨邊境进入、美加邊境進入
- 海路：东岸进入、西岸进入、加勒比海沿岸进入

唐納·川普在參與2016年美國總統選舉的共和黨初選期間，以及獲得提名後，其競選主張积极反对非法移民，除了提出要遣返來自墨西哥的非法移民外，他還提出在美墨邊境興建隔離牆。有關主張受到爭議，被指涉排外和歧視拉丁裔及來自墨西哥的移民。而民主黨則主張通過移民改革给予非法移民合法身份。2021年10月28日《華爾街日報》報導，乔·拜登政府考慮向被特朗普政府拘留期間遭受家庭分離的非法移民給予每人約45萬美元的賠償，而有些家庭可獲得近100萬美元的賠償。
2022年中，因中國大陆的高壓競爭環境、疫症封控、青年失業率高企及經濟困難，中华人民共和国國內興起移民潮，逃離中國大陆当局之管理，並發長出如走線、潤學等非法移民的專有名詞。至2023年，更有不少報導指越來越多中國大陆人以非法移民形式，穿越達連隘口前往美國。

### 歐洲

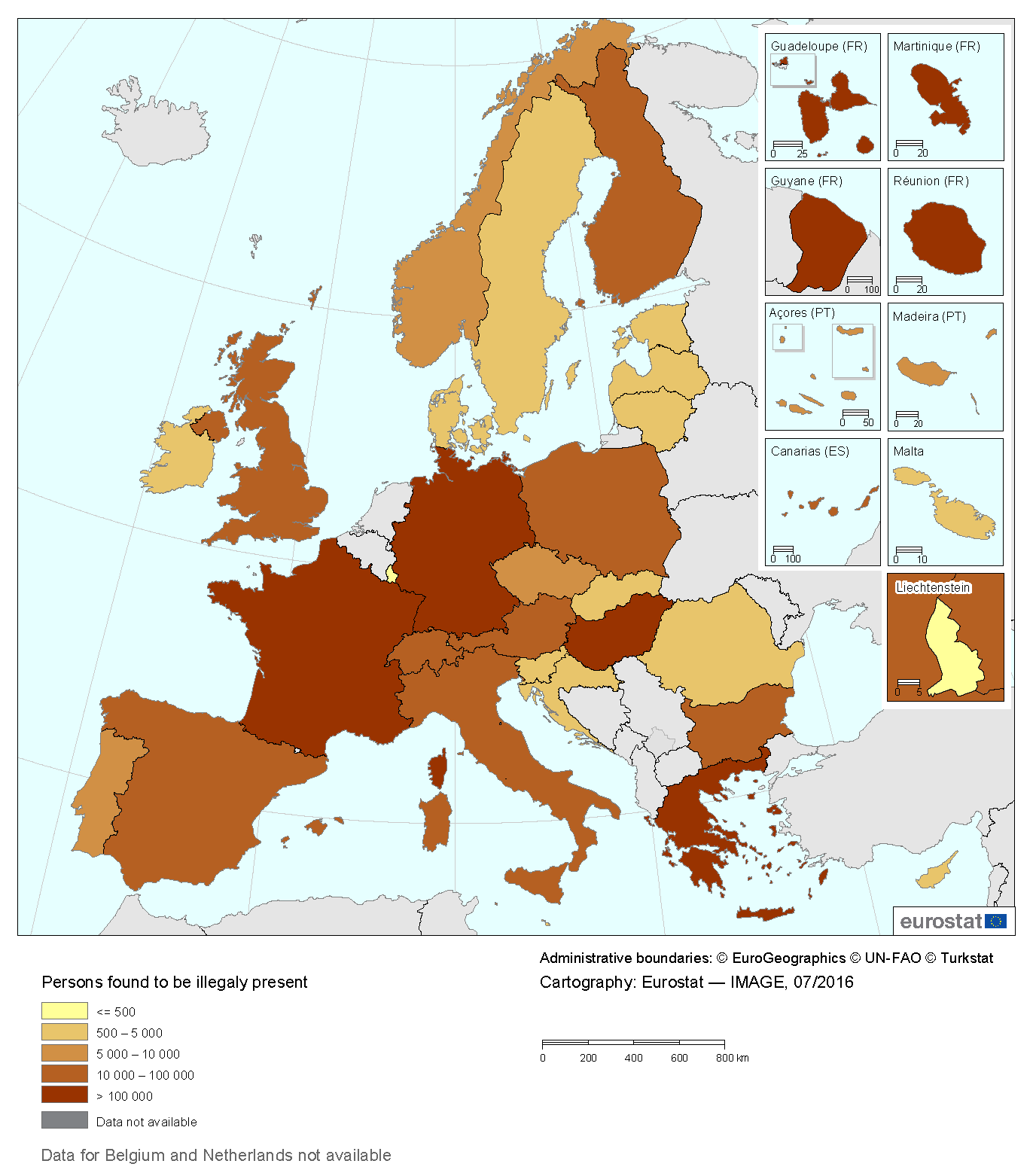
歐盟統計局：2015年，非歐盟公民被發現非法身在當時歐盟28個成員國(EU-28)和歐洲自由貿易聯盟 (EFTA)

申根區是27個國家之間的多邊協議，其中大多數國家取消彼此間的邊境管制。這些國家包括大多數歐盟國家，以及歐洲經濟共同體國家挪威、瑞士和冰島。任何實際位於任何申根國家境內的人通常都可以在不受執法部門阻礙的情況下前往任何其他申根國家，即使他或她沒有進入另一個申根區成員國的合法權利。因此，希望前往申根區成員國的非法移民或會認為透過另一個成員國進入申根區更為實際。據英國廣播公司於2012年的報導，進入歐盟的非法移民中有80%以上經過希臘。
而非申根公約成員國的歐盟國家仍承諾允許歐盟國家公民合法入境；但它們可以自行決定實施邊境管制。

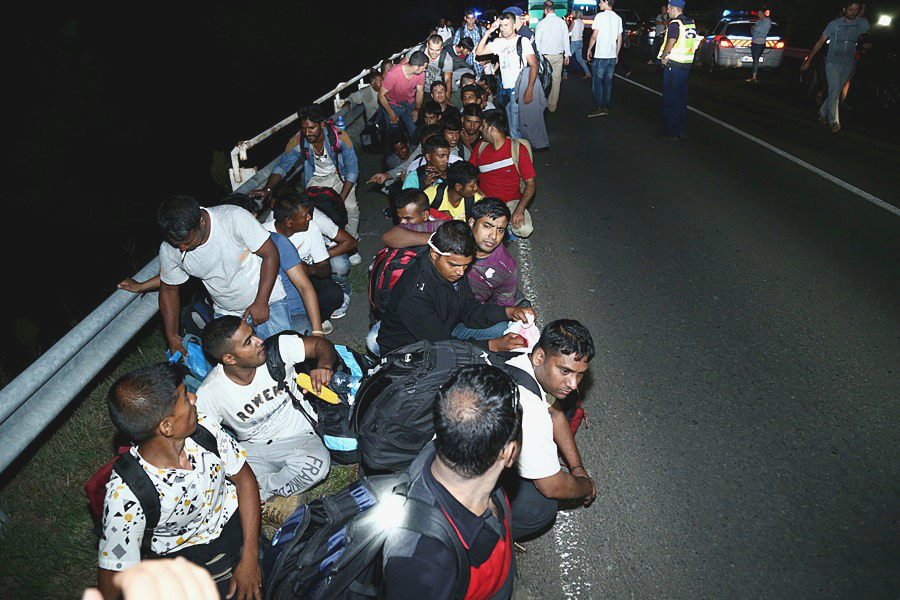
2015年8月24日，沿巴爾幹路線從塞爾維亞進入匈牙利的移民

歐盟內的公民是28個歐洲國家之間的經濟和政治夥伴關係，這些國家共同覆蓋歐洲大陸的大部分地區。歐盟成員國的公民有權在任何其他成員國尋求就業。《申根公約》沒有規定非法進入申根區人員的待遇。 因此，這取決於各個國家以及其他適用的國際條約和歐洲判例法。 自2014年初以來，申根區和整個歐洲的非法移民數量急劇增加。主要原因是阿拉伯之春之後的衝突，尤其是敘利亞內戰導致數百萬人背井離鄉，以及利比亞政府的解體。
一些申根區國家的非法移民可能會面臨不同的考慮，具體取決於保加利亞、法國、希臘等國家。

#### 英國
英國一直成為海外非法移民的主要目的地之一。
2000年，在多佛港入境英國的貨櫃卡車上發現58名中國偷渡客的遺體，2004年，23名非法勞工在英格蘭西北部的莫克姆灣拾貝時在海潮中喪生。自此之後，英國政府收緊了對非法移民的政策，頒布了工頭執照法。
2022年，英國政府提出盧旺達庇護計劃， 被英國認定為非法移民的人士，將被重新安置到盧旺達，以進行辦理、庇護和重新安置，引起部分人士爭議，並被歐洲人權法庭叫停。

### 馬來西亞
2003年8月28日，马来西亚首相马哈迪·莫哈末在古晋表示，马来西亚和印尼已同意进行更全面的合作，以应对从印尼进入马来西亚的非法移民。
2021年3月6日，马来西亚前首相马哈迪在Facebook指出，马来西亚正面对非法移民偷渡入境的问题，偷渡者不惜支付一个人头高达1万令吉的费用，通过中间人安排使用水路进入马来西亚，一些甚至是全家大小一起偷渡到这里落地生根。

### 中國大陸
自1970年代开始，中国大陆东南沿海地区省份（特别是福建）逐渐有人开始通过各种方式非法移民至美国、日本或欧洲等多个发达国家，并于1992年达到顶峰。根据厦门大学庄国土教授的统计，从1980年到2005年，有二十多万人从长乐进入美国，其中很大部分是偷渡客。他们到达目的地后先通过同乡会找一份非法工作，后适时通过伪造证据申请政治庇护等方式申请居留权或入籍。当地的偷渡潮也促进了蛇头产业。1993年发生满载非法移民的金色冒险号在纽约搁浅，造成船上10人死亡的事件，而参与组织和资助此次偷渡的美籍华人郑翠萍于2006年与其他罪名一共判刑35年。
1990年左右，浙江沿海的温州、青田等地亦有人非法移民至欧洲各国。他们到达目的地后先通过非法工作糊口，随后等待政府数年一度的大赦取得身份。
1992年中韩建交后，部分中国朝鲜族通过偷渡、假护照、假结婚等方式非法移民韩国。朝鲜族非法移民者主要从威海、青岛，大连等地由蛇头组织乘船秘密迁入韩国。
国际社会近年来也有不少非洲（主要是尼日利亚人）、阿拉伯地区国家的非法移民陆续进入中国内地，其中以广州的人数最多，使广州有“第三世界首都”之称，广州黑人亦成为社会关注的焦点。进入21世纪，对于非法入境、非法居留、非法就业的外国人，统称为三非外国人。

### 香港
第一批抵港的主要為苦力及建築工人，大多數香港人較多為廣東人。因為香港以及新加坡奉行自由港政策，鼓勵一切有一定金錢或一定知識的人抵港經商，包括富有難民。民國時期一開始，香港的人均GDP為中国大陸3倍，1950年更是升為中國大陆的5倍，而且超過當時東南亞各列強的殖民地，此時香港以及新加坡成為華人的理想移居地，但移民香港的需求大增，香港政府需要保證新增人口不會造成房屋、規劃、經濟等問題，此時香港和新加坡收緊移民，1941年太平洋戰爭前人口增加大約在每5年10萬的平均穩定速度增長。
国共内战时期，出现大规模的避难人群南下到香港，中共在1949年執政後又發生三反五反運動、反右運動及大躍進等動亂，引發大批居民外逃，因為当时由英國統治的香港相对較為穩定和安全，而且距離較近，所以大多前往香港，當中有部份是富商地主及专业人士。文革期间，大批知识分子逃避改造以及有大批知识青年拒绝「上山下乡」而偷渡去香港。越战期間及之後，大批越南船民偷渡到香港，香港政府设置难民营来收容这批难民。偷渡人士絕大多數來自廣東珠三角。在1980年代、90年代，部分偷渡移民挺而走險，在香港犯案，例如械劫、槍擊案，造成當時治安一度非常動盪。
現時，從中國大陸偷渡来港的非法移民中，有些是為了與在香港的親人團聚，主要是香港人在大陸的配偶和子女。由於部分港人在大陸所生子女並無居港權，而合資格申請來港定居的港人子女及配偶輪候時間長，有些人就鋌而走險偷渡到達香港，或持雙程證抵港後逾期居留。部分逾期居留者會於香港非法工作。
2010年代中期起，出現大批主要來自南亞國家的非法入境者，這些人抵港被執法機關拘留時，隨即會根據《入境條例》提出酷刑聲請，在等待審批期間長期留港，待審查獲准後以難民身份移民到其他發達國家。在等待審核期間，由於沒有香港身份證，不能在港工作，導致這些人士大量投身黑社會，從事傷人及販毒等刑事犯罪行為，對本地治安構成嚴重威脅。香港社會有聲音要求政府加快難民身份審批速度，加強打擊相關人口販運行為，以期減少這類非法入境者的數量。

### 台灣
台灣的非法移民源自於清朝康熙至乾隆時期的海禁政策，清廷為了禁止居民與明鄭接觸，下令沿海居民須往內陸遷移。1683年施琅率領清軍滅掉明鄭政權後，認為台灣為「難治」之地，發布渡台禁令，規定赴台開墾的男丁必須獲得官府的許可証，且禁止攜家帶眷；而這些被留在中國大陸的墾民家屬，為求團聚而不顧清廷禁令，鋌而走險求諸人蛇集團非法渡台，但最後仍將這些墾民家眷棄置在沙洲、荒島上任其自生自滅。
在台灣省戒嚴令生效期間，從中國大陸偷渡來台灣地區的人士都會自動獲中華民國國民身份，在解嚴後，以經濟等其他理由到台灣的多被遣返大陸。有数次劫持民航客机以偷渡台湾的案例，但后来此类事件由于台湾一律遣返劫机偷渡者而告终。也有台湾及中国大陆战机飞行员飞至对岸叛变的事例，最终叛变驾驶员获得对岸合法身份。
金馬地區中，有許多來自對岸的男性偷渡客曾被海巡署人員查獲，大多為走私、毒品交易等情事，並在接受台方審訊後遭遞解出境。而來自中國大陸的非法移民多數為女性，她們從浙江、福建沿海出發，冒險搭乘漁船偷渡，經台灣海峽到達台灣地区。而有少部分人是逃避中國共產黨的政治迫害而到台湾。除了被认定为政治避難的人外，凡是被警察抓到的非法移民，都會送到宜蘭靖盧收容所等候遣返。近年來由於兩岸薪資差異降低，偷渡客大減；但由於中國大陸赴台旅游限制的放寬，非法滞留的陸籍觀光客數量有所增长。
除了來自中國大陆的非法抵台移民外，還有印尼、泰國、越南、菲律賓、烏克蘭、烏茲別克、白俄羅斯等國的外籍勞工與配偶藉由非法手段入境，或持合法簽證入境但從原申請的工作地點、就學學校逃逸或是逾期居留等。來自東南亞的非法移民多為黑市勞工從業者；另外俗稱「金絲貓」的國家的女性非法移民，多為外籍配偶或移工人員。另外2018年越南旅客脫團事件也是與此有一定程度之關係。

### 朝鲜
朝鲜的偷渡者是指非正常途径离开朝鲜到其他国家的朝鲜国民（朝鲜不允许个人因私出境），又称为“脱北者”。在朝鲜，脱北者被视为叛逃，是违法行为，可能导致严厉惩罚，甚至连累其家人。然而韩国也有极少数人为逃避法律制裁等原因逃往朝鲜，这些人被朝鲜称为“义举入北”。
脱北者或士兵有时透过边境卫兵的帮助逃往韩国，其中往往不乏失败案例。朝鲜当局在边境缓冲区埋下地雷和设置电网以阻止逃亡。更多脱北者选择逃往中华人民共和国，然后寻求帮助前往韩国或其他国家的机构。另一些人选择通过逃往蒙古国或东南亚辗转前往韩国，尽管路途危险且可能面临被遣返的风险。少数人选择通过海路逃往日本。一名朝鲜边境士兵冲过三八线受流弹重伤，但被救治成功并取得身份。